# Jacob Scavenius
Jacob Frederik Scavenius, född 12 september 1838 i Köpenhamn, död där 26 november 1915, var en dansk politiker. Han var son till Peder Brønnum Scavenius och far till Harald Scavenius.
Scavenius tog 1863 statsvetenskaplig examen, tjänstgjorde som frivillig officersaspirant i dansk-tyska kriget, särskilt i striden på Als, valdes 1865 till medlem av folketinget och hade därefter oavbrutet säte och stämma där till 1895 samt kom tidigt att spela en roll i det politiska livet. 
Av ovilja mot De Nationalliberale anslöt Scavenius sig först till Oktoberforeningen under Jens Andersen Hansens ledning, men var senare en av det konservativa partiets skickligaste och ivrigaste förespråkare, särskilt sedan hans kusin Jacob Brønnum Scavenius Estrup 1875 blivit konseljpresident. Han var 1865–1880 medlem av finansutskottet och sedan 1876 högerns föredragande ("referent") där, varvid han särskilt verkade för försvaret. År 1880 blev han kultusminister samt visade stor administrativ skicklighet vid ordnandet av arkivväsendet (1882) och byggandet av konstmuseet och Polyteknisk læreanstalt, men även hårdhet och godtycklighet mot politiska motståndare. 
Scavenius arbetade 1885 fullt medvetet för att framkalla den provisoriska finanslagen, så att regeringen kunde få fria händer att verkställa Köpenhamns befästande. Då arbetet började för att få till stånd en politisk "förlikning", tvingades han 1891 dra sig tillbaka som minister; han röstade visserligen 1894 för förlikningen, men ogärna och lät ej omvälja sig 1895. Åren 1898–1901 var han dock åter folketingsman, men utövade då ej något inflytande; han var 1901 avgjord motståndare till försäljningen av Danska Västindien.